# ريتشارد دالتون (كاتب)
ريتشارد دالتون (بالإنجليزية: Richard Dalton)‏ هو كاتب ودبلوماسي بريطاني، ولد في 10 أكتوبر 1948.